# 永遠の恋
「永遠の恋」（えいえんのこい）は、榊原ゆいの14作目のシングル。2008年9月24日に5pb.から発売された（販売元はメディアファクトリー）。
初回限定盤はダブルジャケット仕様になっており、榊原ゆいの写真を収めたブックレットと自身がウェディングドレス姿を披露した「永遠の恋」のPVが収録されている他、PVで使用された衣装をプレゼントするための応募券が封入されている。

## 収録内容
CD
1. 永遠の恋
  - 作詞：葉月みこ、作曲：沢村峻、編曲：大島こうすけ
  - PS2用ゲーム『かのこん えすいー』エンディングテーマ

2. 夏の祈り
  - 作詞：葉月みこ、作曲：濱田智之、編曲：矢田部正
  - PS2用ゲーム『かのこん えすいー』挿入歌

3. 永遠の恋（off vocal）
4. 夏の祈り（off vocal）

DVD（初回限定盤のみ）
- 永遠の恋 MUusic Clip